# Vörden (Adelsgeschlecht)

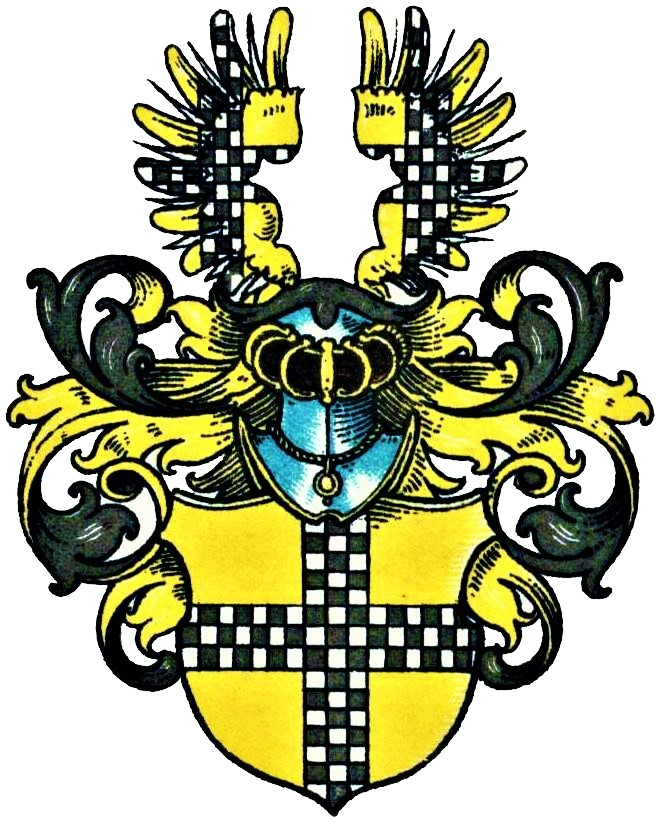
Wappen derer von Vörden im Wappenbuch des Westfälischen Adels

Vörden (auch: Vorde, Vorden o. ä.) ist der Name eines erloschenen westfälischen Adelsgeschlechts.

## Geschichte
Das Geschlecht hatten einen Burgmannsitz in Vreden.
Schweder von Vorde war 1404 Landkomtur des Deutschen Ordens in Westfalen. Dietrich von Vorden, Sohn des toten Johann von Vorden, erhielt 1464 vom Stift Mauritz den Hof Temminck im Kirchspiel Vreden als Lehen. Er siegelte mit dem unten beschriebenen Kreuz. Mit demselben Hof wurde Jost von Vörden, Sohn des toten Joists, 1552 belehnt. Gegen 1500 war Henrica von Voerden, deren Vater zu Wysche wohnte und deren Mutter eine Schönebeck war, mit Schweder von Beverförde zu Oidenmühle verheiratet.
1553 besaß die Familie die Burg Darfeld. Jobst von Vörden ließ als erster ein Schloss an dieser Stelle erbauen. Sein Nachfolger, Jobst Heidenreich von Vörden († 1666), verkaufte 1651 das Gut an den Grafen Adrian von Flodorf. Mit dem Tod eben jenes Jobst Heidenreich von Vörden, Domherr zu Münster, starb die Familie 1666 im Mannesstamm aus.

## Persönlichkeiten
- Everhard von Vörden (urkundlich 1478–1493), Domvikar Münster
- Ida von Vörden, 1622 Äbtissin St. Marien, Überwasser in Münster
- Jobst von Vörden († 1642), Domküster Münster, Domherr Münster
- Jobst Heidenreich von Vörden († 1666), Domscholaster und Propst Münster, Domherr Hildesheim, Domherr Osnabrück

## Wappen
Blasonierung: In Gold ein zu zwei oder drei Plätzen von Schwarz und Silber geschachtetes Kreuz. Auf dem Helm ein offener goldener Flug, jeder Flügel mit dem Kreuz belegt. Die Helmdecken sind schwarz-golden.